# 사프리 (살레르노현)
사프리(이탈리아어: Sapri)는 이탈리아 캄파니아주 살레르노도에 있는 코무네이다.

## 같이 보기
- 치렌토
- 치렌토 해안
- 사프리 칼초